# 신의 탑
《신의 탑》은 자신의 모든 것이었던 한 소녀를 쫓아 탑에 들어온 소년과 그런 소년을 시험하는 탑의 이야기를 다룬 네이버 월요웹툰이다. 2010년 6월 30일부터 작가 SIU가 연재하고 있다. 
2020년 4월부터 6월까지 《신의 탑 -Tower of God-》이란 타이틀로, TV 애니메이션화로 일본, 대한민국, 미국에서 동시 방영되었다.
TV 애니메이션 2기가 제작되었다. 2024년 7월 7일 부터 12월 29일 까지 방영을 했다.

## 등장 인물

### 주요 등장인물
- 스물다섯번째 밤 (쥬 비올레 그레이스)

포지션:파도잡이
특징:아를렌의 아들이다.
FUG의 슬레이어 후보중 하나며 2개의 가시를 소유하고 있다.
푸른악마와 붉은바리를 가지고 있다.
- 쿤 아게로 아그니스

쿤 가문의 버림받은 아들 중 하나이며 시험의 층에서 밤과 만나 탑에 같이 오르는 중이다.
포지션은 등대지기이다.
- 라크 레크레이셔

시험의 층에서 밤,쿤을 사냥하려 했지만 (반강제로....)같은 팀이 된 후에 둘과 함께 탑에 오르고 있다.
포지션은 창지기이다.

### 그외 등장인물
- 라헬(미쉘 라이트)

포지션:등대지기
- 하 유리 자하드

포지션:낚시꾼
- 폰세칼 라우뢰

포지션:파도잡이
- 엔도르시 자하드

포지션:낚시꾼
- 아낙 자하드 Jr.

포지션:낚시꾼
- 십이수

포지션:탐색꾼
- 하츠

포지션:탐색꾼
- 베르디

포지션:인형사(부리미)
- 베스파

포지션:밝혀지지 않음
- 우렉 마지노

포지션:낚시꾼, 파도잡이
- 쿤 란

포지션:낚시꾼, 창지기
- 시아시아

포지션:등대지기
- 노빅

포지션:창지기, 파도잡이
- 애플

포지션:탐색꾼, 정보수집형 등대지기
- 계탕

포지션:밝혀지지 않음
- 에딘 단

포지션:탐색꾼(+스피더)
- 화련

포지션:파도잡이(+길잡이)
- 하진성

포지션:낚시꾼
- 카라카

포지션:탐색꾼
- 에밀리

포지션:없음
- 호량(베니아미노 일마르)

포지션:창지기
- 베니아미노 카사노

포지션:밝혀지지 않음
- 자왕난

포지션:낚시꾼
- 뉴 프린스

포지션:등대지기
- 여고생

포지션:등대지기
- 여미생

포지션:탐색꾼
- 혼 아크랩터

포지션:창지기
- 연 이화

포지션:낚시꾼,파도잡이
- 퀀트 블릿츠

포지션:탐색꾼
- 레로-로

포지션:등대지기
- 쿤 하츨링

포지션:탐색꾼
- 쿤 마스체니 자하드

포지션:밝혀지지 않음
- 베타

포지션:밝혀지지 않음
- 소피아

포지션:없음
- 하유라

포지션:등대지기
- 유한성

포지션:파도잡이
- 로포 비아 렌 (자하드 왕실 직속 처단부대 NO.67)

포지션:파도잡이(+부리미)
- 쿼에트로 블릿츠

포지션:파도잡이
- 제이나 레펠리스타 자하드

포지션:등대지기
- 여행자

포지션:없음
- 헤돈

포지션:관리자
- 에반켈

포지션:낚시꾼(+파도잡이)
- 다니엘 헤치드

포지션:탐색꾼
- 화이트

포지션:낚시꾼
- 비센테

포지션:낚시꾼
- 자하드

포지션:낚시꾼
- 악령

포지션:창지기,파도잡이
- 우렉 마지노

포지션:낚시꾼

## 신의 탑 용어

### 포지션

#### 등대지기
등대로 주변의 상황을 살피고 적의 정보를 알아내는 정보원이면서 그 정보를 길잡이에게 전달하는 역할. 그 밖에 상대의 움직임을 구속하기도 하고 무기강화, 방어, 빛을 비추는 등의 다목적의 역할도 한다.(쿤 아게로 아그니스, 라헬, 여고생, 뉴 프린스, 시아시아, 소피아, 레로 로등) 총사령관이자 서포터 같은 역할. 

#### 파도잡이
신수로 원거리 공격을 하는 포지션으로 무기의 능력으로 능력이 좌우될 수 있는 다른 포지션들과 달리 자신의 실력으로 실력이 좌우되는 포지션이다. 주로 적진을 흐트려놓거나 공격을 맡는 포지션이다.(밤, 에반켈, 라우뢰, 유한성 등)

#### 창지기
창이나 신수로 만든 창을 이용해 멀리 있는 적을 제압하고 꿰뚫거나 움직임을 봉쇄하는 역할이다.(쿤 란, 쿤 마스체니 자하드, 라크 레크레이셔 등)

#### 낚시꾼
릴 인벤토리를 이용해 적을 무력화 시킨다.(자하드, 엔도르시, 아낙, 쿤 란(<-창지기 겸 낚시꾼)등)모든 부분에 뛰어난(근접 타격, 신수 이용, 신수저항력 등) 사람을 낚시꾼이라 부를 때도 있다.

#### 탐색꾼
적진을 염탐하는 역할.(하츠, 호크니, 여미생, 십이수, 에딘 단 등) 단순 신체능력이 좋은 자가 맡는 포지션이기도 하다.

#### 길잡이
앞으로 나아갈 길을 안내하는 역할. (화련, 에반 에드록 등) 붉은 마녀 종족과 회색 난쟁이 종족만이 길잡이 종족이다.

#### 디펜더
목숨을 걸고 팀원들을 지키는 역할(아카 등)
'Defender'은 '방어하는 사람'이란 뜻으로 팀의 방패와 같은 역할.

### 신수

#### 방, 면, 수
만들 수 있는 신수의 개수를 방, 그 크기를 면, 그 농도를 수라고 함. 대개 방과 면은 수와 반비례하나 드물게 비례하는 경우가 있음(신수의 축복). E급이나 D급 선별인원 중에서도 방이 3개 이상인 이들은 적다.

#### 흐름제어, 역흐름제어
신수에는 일정한 흐름이 존재하지 않으나 잠시의 흐름은 존재한다. 이 흐름을 사용하여 공격하는 것을 흐름제어라고 한다. 능숙한 파도잡이는 이로 마을 하나를 소멸시킬 수 있다.
역흐름제어는 흐름의 방향의 역방향으로 공격하는 것으로, 상대를 멈추거나 하는 용도로 사용된다.
이 둘을 동시에 사용하는 경우도 있는데, 대표적인 예가 화접공파술로, 흐름제어로 공격하며 역흐름제어로 몸을 보호한다.

#### 공파술
신수로 근거리에서 공격하는 기술이다. 대표적으로는 하진성의 화접공파술이 있다. 이외에 용호쌍문, 진 흑익 화접공파술, 백오 등 종류가 매우 많은 기술이다.

#### 신수강화
신수로 육체를 강화하는 기술이다. 하 가문의 가주 하유린이 최초로 신체강화를 했다.

### 세력들

#### 10 가문
자하드와 함께 탑을 올랐던 10명의 가주들이, 134층에서 탑 등반을 멈춘 뒤 각자 세운 가문을 뜻한다. 원래는 그 중 두 명, 밤의 부모님이 더 있었지만(즉 사실상 12가주이다.)  아버지 V는 사망, 어머니 아를렌은 행방불명이다. 10가주와 자하드는 탑 등반을 멈춘 뒤 모든 층의 관리자와의 계약을 통해 불사의 몸이 되었고,(헨도 록 블러드메더는 저주를 받아 불사의 몸이 아니다. V 또한 어떤 이유에서인지 불사의 계약을 맺지 않았다.) 아주 강력하다. 
가주의 자녀들은 직계라고 하며 가주의 능력을 물려받아 특히 강하다. 아리에 가문, 쿤 가문, 하 가문, 연 가문, 유라시아 가문, 헨도 가문, 포 비더 가문, 투 페리 가문, 로 포 비아 가문, 아리 가문이 있다. 가주는 아리에 가문의 가주 '아리에 혼'   쿤 가문의 가주 '쿤 에드안'   하 가문의 가주 '하 유린'   유라시아 가문의 가주 '유라시아 블로섬'   헨도 가문의 가주 '헨도 록 블러드메더'   연 가문의 가주 '연 한아'   포 비더 가문의 가주 '포 비더 구스트앙'   투 페리 가문의 가주 '투 페리 트페리'   아리 가문의 '아리 한'이 있다. 로 포 비아 가문의 '로 포 비아 트로이메라이' 가 있다.  특유의 머리색이나 눈동자 색이 있는 경우가 많다(아리에 가문: 은발, 백안. 쿤 가문: 은청발, 청안. 하 가문: 흑발, 적안. 연 가문: 흑발, 은적안. ) 나머지 가문들은 작중에서 직계가 나오지 않아서 생김새를 알 수 없는 가문들이다.) (유라시아 가문은 유라시아 엔 자하드-블로섬과 구스트앙 슬하의 딸-의 존재로 인해 빨간머리로 예상된다.) 

#### 월하익송
백련과 우렉 마지노가 탑 밖으로 나가기 위해 세운 단체이며, 단장은 백련이고 부단장은 우렉 마지노다. 쿤 하츨링, 레로-로 등이 소속되어 있다.
그러나 우렉 마지노는 사고를 자주 치기에 비서인 유제가 세세한 부분을 지시한다. 

#### F.U.G.(퍼그)
탑의 대표적인 반자하드 세력이다. F.U.G.는 약자로, SIU 작가님께서 마지막 G가 밤의 어머니 아를렌 그레이스의 Grace라고 밝혔다.
F.U.G.의 이름에는 많은 추측이 있지만 For Unforgettable Grace 라는 추측이 가장 우세하다

### 탑
신의 탑의 무대이며, 신수로 가득 차있고, 관리자들이 각 층을 통제하고 있는 공간이다(죽음의 층이라 불리는 43층은 엔류가 관리자를 죽여 관리자가 없는 무법지대이다. 관리자가 없어 신수를 잘 쓰지 못하는 사람들이 대부분이지만, 일부는 제외). 내탑, 외탑, 그리고 중간지역(내탑과 외탑 사이의 공간)으로 나누어진다. 전체 몇층인지는 밝혀지지 않았지만 현재 자하드가 134층이상의 층으로 가는 열쇠를 숨기고 탑의 끝을 자신이 개척한 134층까지만 개방하였다(열쇠는 자하드가 녹여 자왕난, 카라카가 가지고 있는 반지와 13월 시리즈에 넣었다.). 위로 갈 수록 신수의 농도가 더욱 짙어진다. 탑의 한층의 크기가 현실세계와 비슷하다고한다. 밤이 탑을 쌓았다거나, 밤이 있던 곳이 탑의 최상층이라는 말들도 있다. 모든 것은 위에 있다고 하는데, 아마 꼭대기 층을 말하는 듯. 자세한 것들은 알 수 없다. 또한 탑의 바깥 세상도 존재한다. 10 가문과 모험가였던 자하드는 바깥 세상에서 온 존재이기 때문이다. 탑에서는 바깥 세상에서 온 사람을 비선별인원이라 부른다.(우렉 마지노, 엔류, 펜타미넘, 밤 등)자하드가 성 밖으로 나올때 탑의 최상층이 높아진다는 소문이 있으며,1층이 최상층이란 소문도 있다.
신의탑은 2021년 5월에 연재를 재게하였다

## 관련 논문
- 이승은, 〈영웅서사의 지속과 변주-디지털 미디어 시대의 영웅서사 〈신의 탑〉〉, 《고소설연구》 49, 한국고소설학회, 2020년